# شهرستان واسک
شهرستان واسک (به لاتین: Łask County) یک شهرستان در لهستان است که در استان ووتسکی واقع شده‌است.

## خصوصیات
شهرستان واسک ۶۱۷٫۳۸ کیلومترمربع مساحت و ۵۰٬۸۷۴ نفر جمعیت دارد.